# Salone dei nobili (Versailles)

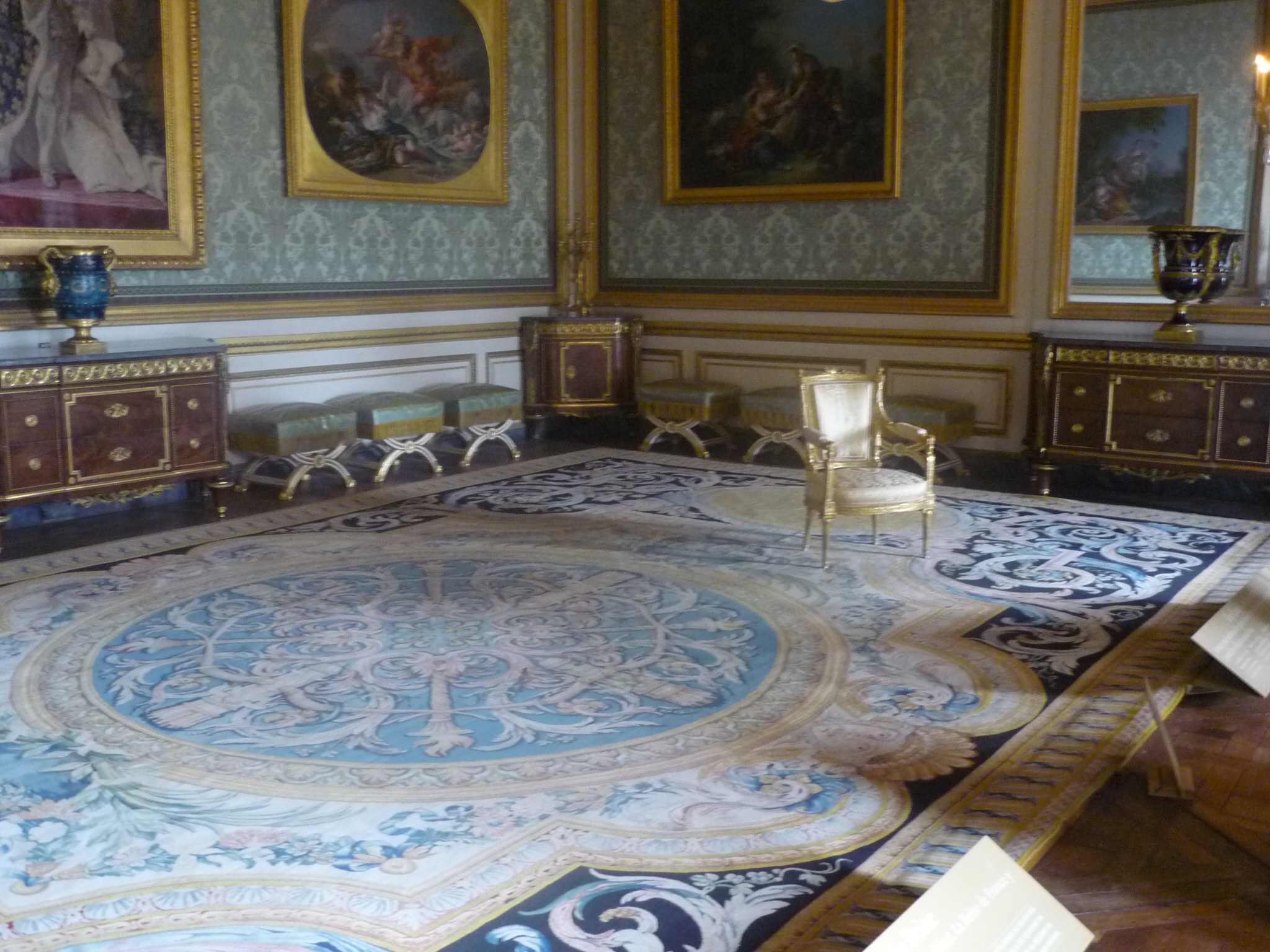
Veduta generale del Salone dei nobili.

Il salone dei nobili (in francese: salon des Nobles) è una sala del Grand appartement de la Reine della Reggia di Versailles. La sala è situata tra l'antichambre du Grand Couvert e la chambre de la Reine.

## Storia
Quando l'antichambre du Grand Couvert era ancora sala delle guardie, il salon des Nobles era un'anticamera al servizio della regina. Divenne la seconda anticamera dell'appartamento, precedente la camera della sovrana. Venne quindi chiamato Salon de la reine o Grand Cabinet de la reine. Era qui che la regina di Francia o le delfine tenevano le loro udienze o facevano circolo. Il trono della regina era posto in fondo alla stanza, davanti alle finestre, mentre attorno si trovavano le sedie riservate alle altre dame della corte. Era d'uso, quando la regina o una delfina morivano al castello, di esporre in questa sala la bara per alcuni giorni, come nel febbraio del 1712, con la morte della duchessa di Borgogna. La bara di suo marito, morto sei giorni dopo, venne esposta con la sua in questa medesima sala.
La sala subì delle trasformazioni nel 1785, su progetto di Richard Mique. Le pareti vennero ricoperte di legno laccato bianco e oro e seta verde rifinita in oro. Maria Antonietta vi fece porre un camino di marmo blu turchese e vi fece porre un nuovo mobilio realizzato da Jean-Henri Riesener. Il camino e i mobili (ad eccezione di un cassettone non ritrovato) vennero reintegrati nel loro ambiente originario negli anni '60 del Novecento, dopo le depredazioni della Rivoluzione.

## Le decorazioni
Il soffitto è rimasto il medesimo dell'epoca della regina Maria Teresa e venne decorato da Michel II Corneille. Come quello del salone del Grand appartement du roi, suo simmetrico a nord, venne consacrato al dio Mercurio. La composizione centrale rappresenta Mercurio spande la sua influenza sulle arti e sulle scienze. La volta è adornata anche da altre raffigurazioni con figure femminili dell'antichità che illustrano varie arti:
- pannello sud: Cesicene coltiva la pittura;
- pannello nord: Penelope lavora alla sua tela;
- pannello ouest: Saffo canta e si accompagna alla lira;
- pannello est: Aspasia si intrattiene coi filosofi.

I pennacchi della volta riportano gli attributi tradizionali di Mercurio: 
- angolo sud-est: La Diligenza;
- angolo sud-ovest: La Vigilanza;
- angolo nord-ovest: L'Accademia;
- angolo nord-est: Il Commercio[4].

Due sopraporta completano la decorazione. Entrambe vennero realizzate da Jean-Baptiste Regnault nel 1785:
- L'origine della pittura: la giovane corinzia Dibutade disegna il profilo di un pastore suo amato[5];
- L'origine della scultura: Pigmalione innamorato della sua statua, prega Venere di animarla[6].

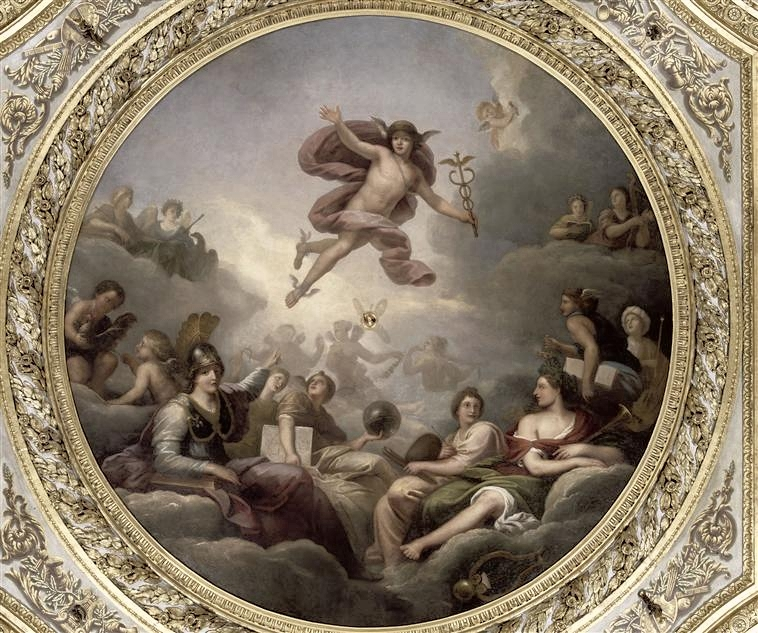
Soffitto del salone dei nobili dipinto da Michel II Corneille.
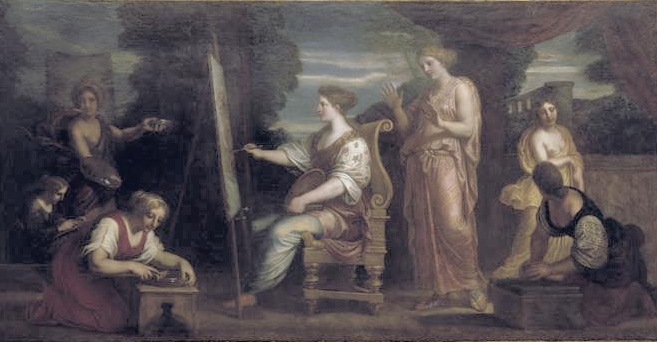
Pannello sud: Cesicene coltiva la pittura.
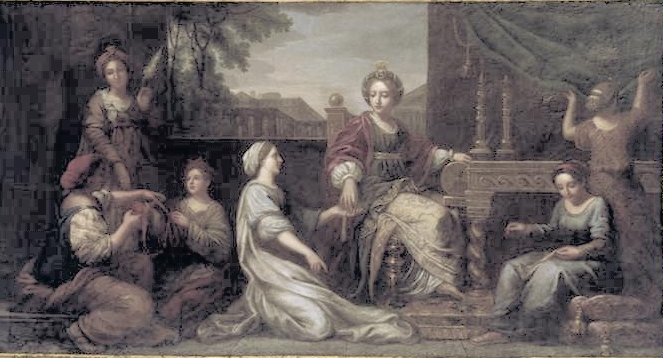
Pannello nord: Penelope lavora alla sua tela.
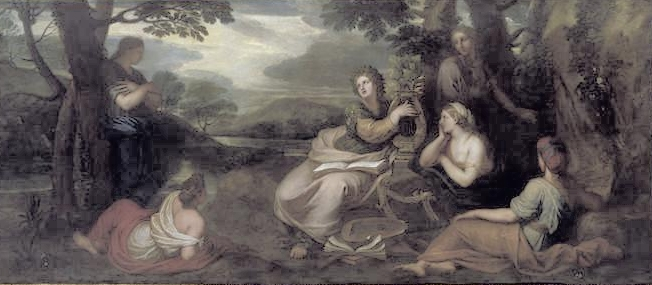
Pannello ovest: Saffo canta e si accompagna con la lira.
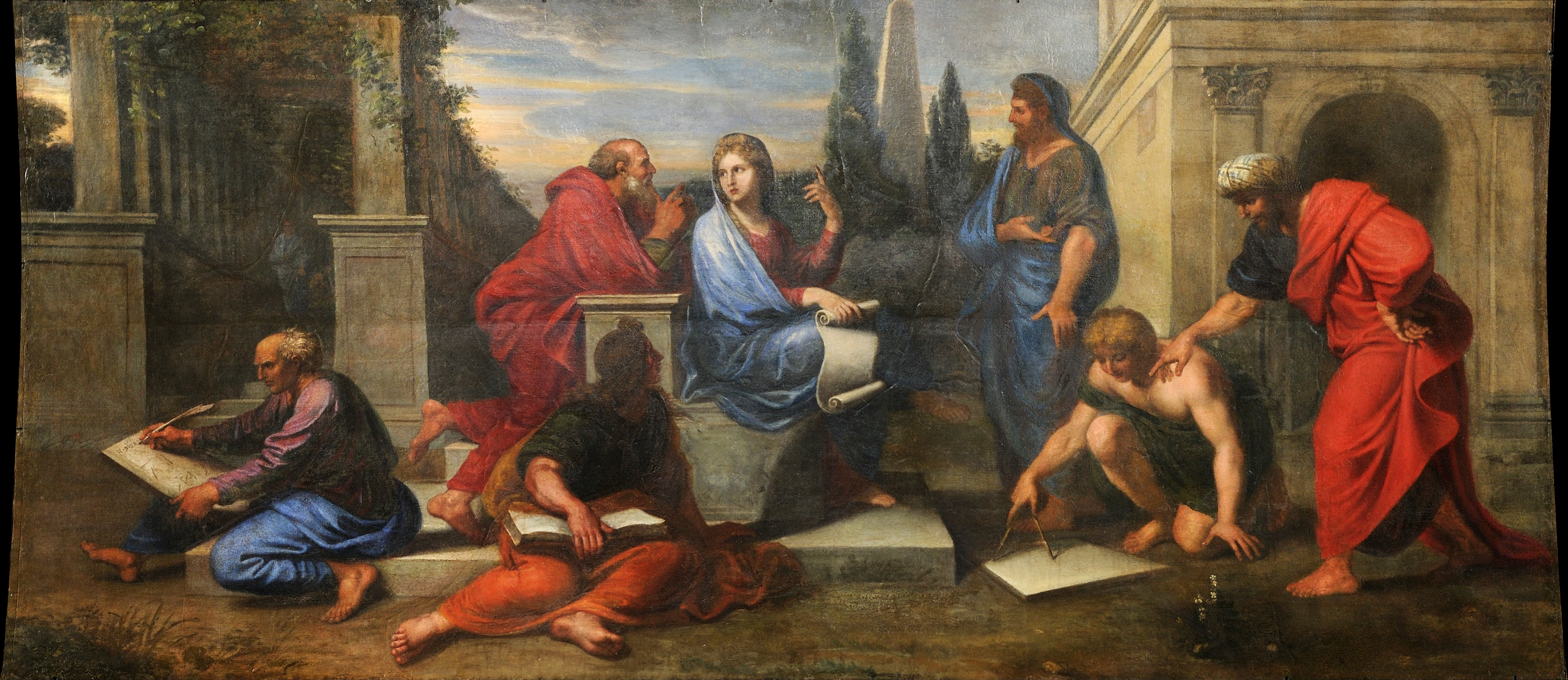
Pannello est: Aspasia si intrattiene coi filosofi.